# 高級警長
甲級高級警長（英文：Staff Sergeant Class I，縮寫：S/SGT I）俗稱「總警長」、「總咩」、「老總」、「三柴半」或「新郎哥」，是香港警察職級中曾經存在過的最高級員佐級職級；位於高級警長之上，副督察之下。
高級警長（英文：Staff Sergeant Class II，縮寫：S/SGT II）俗稱「警長」、「咩喳」、「老虎」、「三柴半」或「新郎哥」，是香港警察職級中曾經存在過的其中一個員佐級職級；位於高級警目之上，甲級高級警長之下。

## 徽章衣飾
高級警長的臂識為一枚皇冠（甲級高級警長外有嘉禾）；此外，制服上包括了一條寬紅色帶，因此亦有俗稱「新郎哥」

## 歷史
香港警察職級乃參考自英國警銜，英國警銜則參考自英國軍銜，一般分為將軍、校尉、士官以及兵的職級。高級警長為上士職級。昔日每所差館只有高級警長一名，高級警長乃通曉英文，並且負責內部文書事務、以至管理員佐級人員事務調派以及福利的特別警長。於1946年至1952年期間，高級警長稱為乙級警長、乙等高級警長（英文：Crown Sergeant，縮寫：C/SGT或是英文：Staff Sergeant，縮寫：S/SGT）。於1952年稱為二級總警長（英文：Staff Sergeant Class II，縮寫：S/SGT II），當時標誌為臂上有一顆皇冠。
甲級高級警長為一級軍士長職級。昔日，每區只有數名甲級高級警長，以香港島區為例，當時只設有5名甲級高級警長。至到後期，每個警區有甲級高級警長一名。當時，甲級高級警長直接督導高級警長，並且協助督察級人員管理員佐級人員。於1952年前，甲級高級警長稱為甲級警長、一等高級警長（英文：Sergeant Major，縮寫：SM；或者Crown Sergeant，縮寫：C/SGT）。
1972年警務處架構重整後高級警長及甲級高級警長職級被取消，當時的高級警長全數轉任為新創造的合併職級──警署警長，部份的甲級高級警長擢升為督察（俗稱為經驗幫）。

## 著名甲級高級警長
- 曾啟榮

## 外部連結
- 寬紅色帶 （页面存档备份，存于）
- 寬紅色帶 （页面存档备份，存于）